# Chiara Cini
Chiara Cini (Pisa, 29 dicembre 1990) è una schermitrice italiana, specializzata nel fioretto.

## Palmarès

### Mondiali
Individuale
A squadre
- Argento nel fioretto a Wuxi 2018

### Giochi europei
Individuale
A squadre
- Bronzo nel fioretto a Baku 2015

### Europei
Individuale
A squadre
- Oro nel fioretto a Novi Sad 2018

### Altri risultati
Europei Under-23
Individuale
- Bronzo nel fioretto a Toruń 2013

A squadre
- Oro nel fioretto a Toruń 2013